# Marine royale danoise
La marine royale danoise (Søværnet) est la branche navale des Forces armées danoises. Ses effectifs sont de 3 600 hommes et femmes (dont 200 appelés). La marine danoise dispose actuellement [Quand ?] de plus de 75 navires, principalement des patrouilleurs côtiers. Les navires danois disposent du Préfixe KMD (Kongelige Danske Marine).

## Histoire

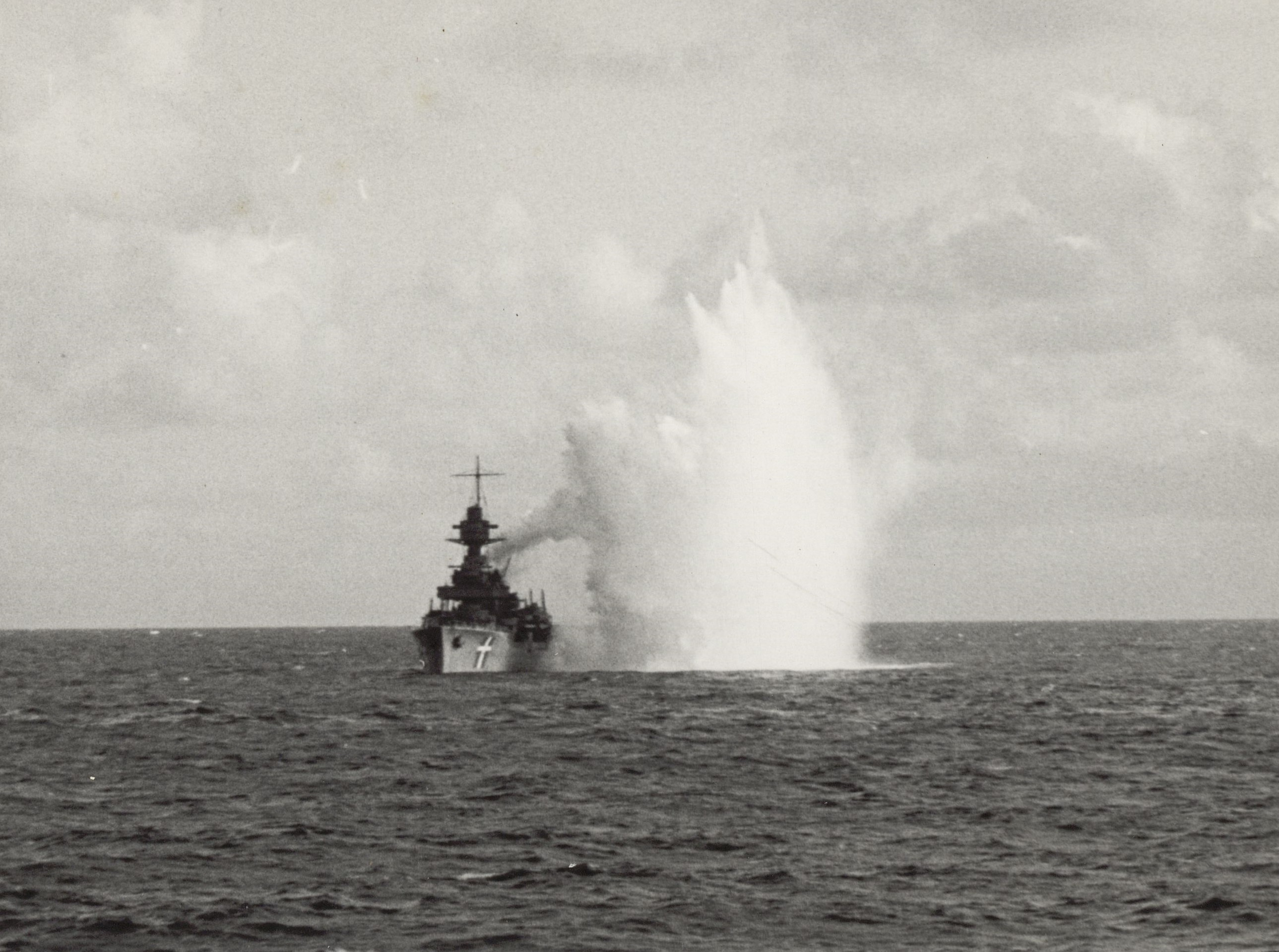
Le Niels attaqué par des avions allemands alors qu'il essayait de rejoindre la Suède, 29 août 1943.

La création de la marine royale danoise remonte au 10 août 1510, date à laquelle le roi Jean Ier nomme Henrich Krummedige (en) « chef de tous ses capitaines et commandant de tous ses vaisseaux ». Le roi Frédéric II entreprend de développer la marine afin de faire face à la menace que fait peser la Suède sur les intérêts commerciaux danois dans la mer Baltique. Dès lors, les marines des deux pays s'affrontent à de nombreuses reprises, notamment pendant la guerre nordique de Sept Ans (1563-1570), la première guerre du Nord (1657-1660), la guerre de Scanie (1675-1679) et la grande guerre du Nord (1700-1721).
Cort Adeler et Niels Juel modernisent la marine au milieu du XVIIe siècle et Juel remporte sur la flotte suédoise la bataille de la baie de Køge (1667), qui est considérée comme l'une des plus éclatantes victoires remportées par les Danois. Pendant la grande guerre du Nord, Peter Wessel Tordenskiold s'illustre par ses nombreux exploits.
Pendant les guerres napoléoniennes, la flotte danoise est vaincue par son homologue britannique à la bataille de Copenhague (1801), et la flotte tout entière doit se rendre aux Britanniques en 1807 à l'issue du bombardement de Copenhague.
En 1941, pour faire baisser la pression allemande, le gouvernement danois cède six torpilleurs aux Allemands ; une action qui avait incité le roi Christian X à mettre le drapeau danois en berne à mi-mât à la batterie de Sixtus du port de Copenhague, comme on avait l'habitude de la faire à la mort du roi.
Le matin du 29 août 1943, devançant les troupes allemandes entrées mettre fin au Gouvernement danois et récupérer la flotte danoise, le Gouvernement donne l'ordre de saborder la flotte, c'est l'opération Safari. Sur les 52 navires danois, 32 seront sabordés et 6 s'enfuir, le reste (14) fut capturé par les Allemands.
Durant la Guerre froide, en tant que membre de l'OTAN, ses forces armées font partie à partir de 1962 a 1992 des Allied Forces Baltic Approaches (en) et sa marine collabore étroitement avec celle de l'Allemagne de l'ouest] à la défense de la mer Baltique face au pacte de Varsovie.

## Organisation
La marine danoise est divisée [Quand ?] en quatre escadres, trois opérationnelles stationnées sur les bases navales de Frederikshavn et Korsør, et d'une quatrième destinée à la formation.
La 1ère escadre, chargée des opérations en Arctique et au Groënland, comprend  : 
- 4 corvettes multi-mission classe Thetis ;
- 3 patrouilleurs arctiques de la classe KNUD RASMUSSEN ;
- le yacht royal (HDMS Dannebrog).

La 2ème escadre comprend les navires de premier rang destinés aux opérations internationales :
- 3 frégates de la classe Iver Huitfeldt ;
- 2 frégates classe Absalon ;
- 6 patrouilleurs de la classe Diana.

La 3ème escadre comprend les navires scientifiques et hydrographiques.
Le commandement assurant la formation et l'entrainement des marins est situé à Copenhague. La patrouille Sirius, qui est une unité d'élite affectée à la surveillance de la côte nord-est du Groenland, est une composante de la marine danoise.

### Navires

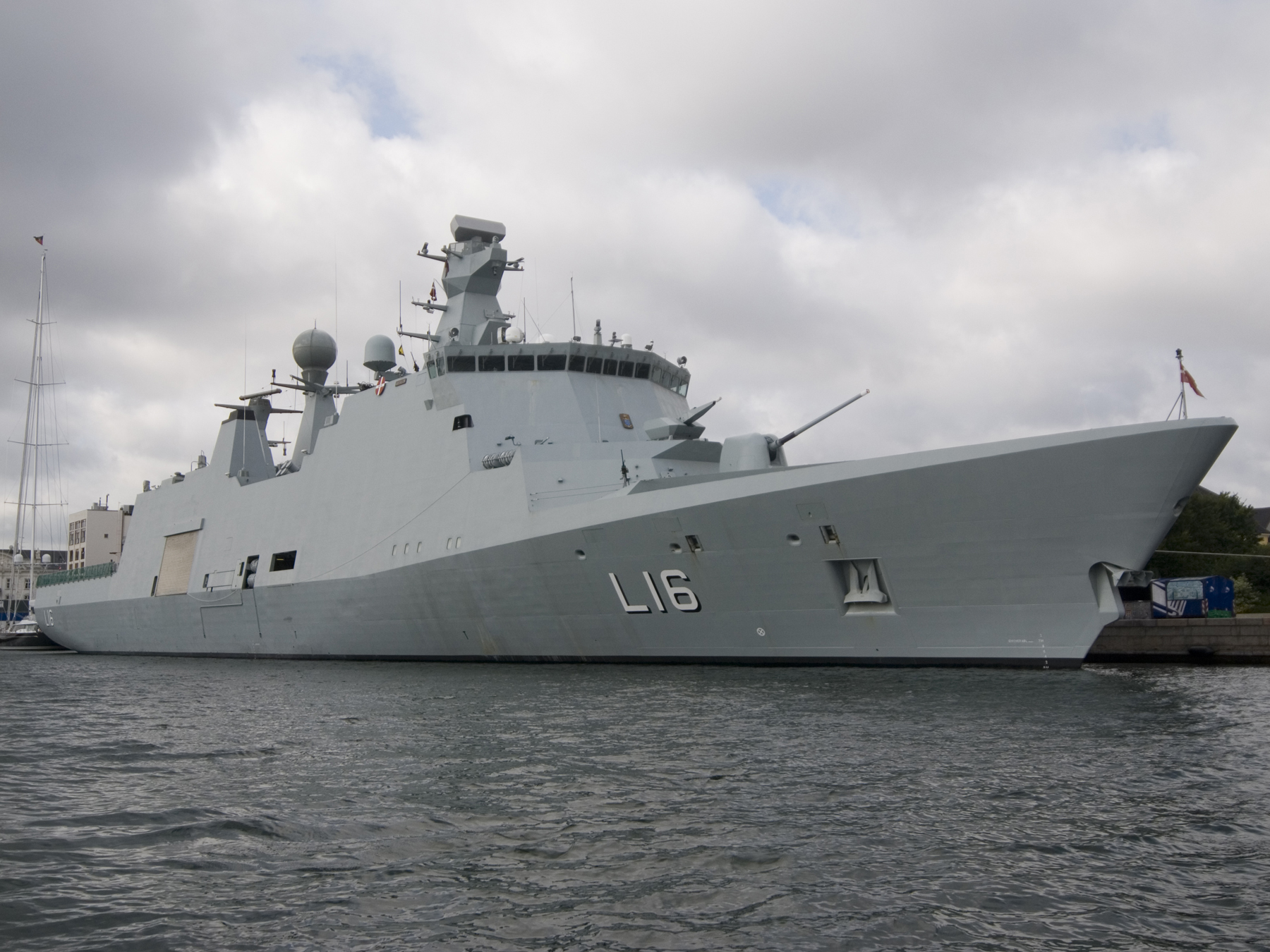
La frégate Absalon

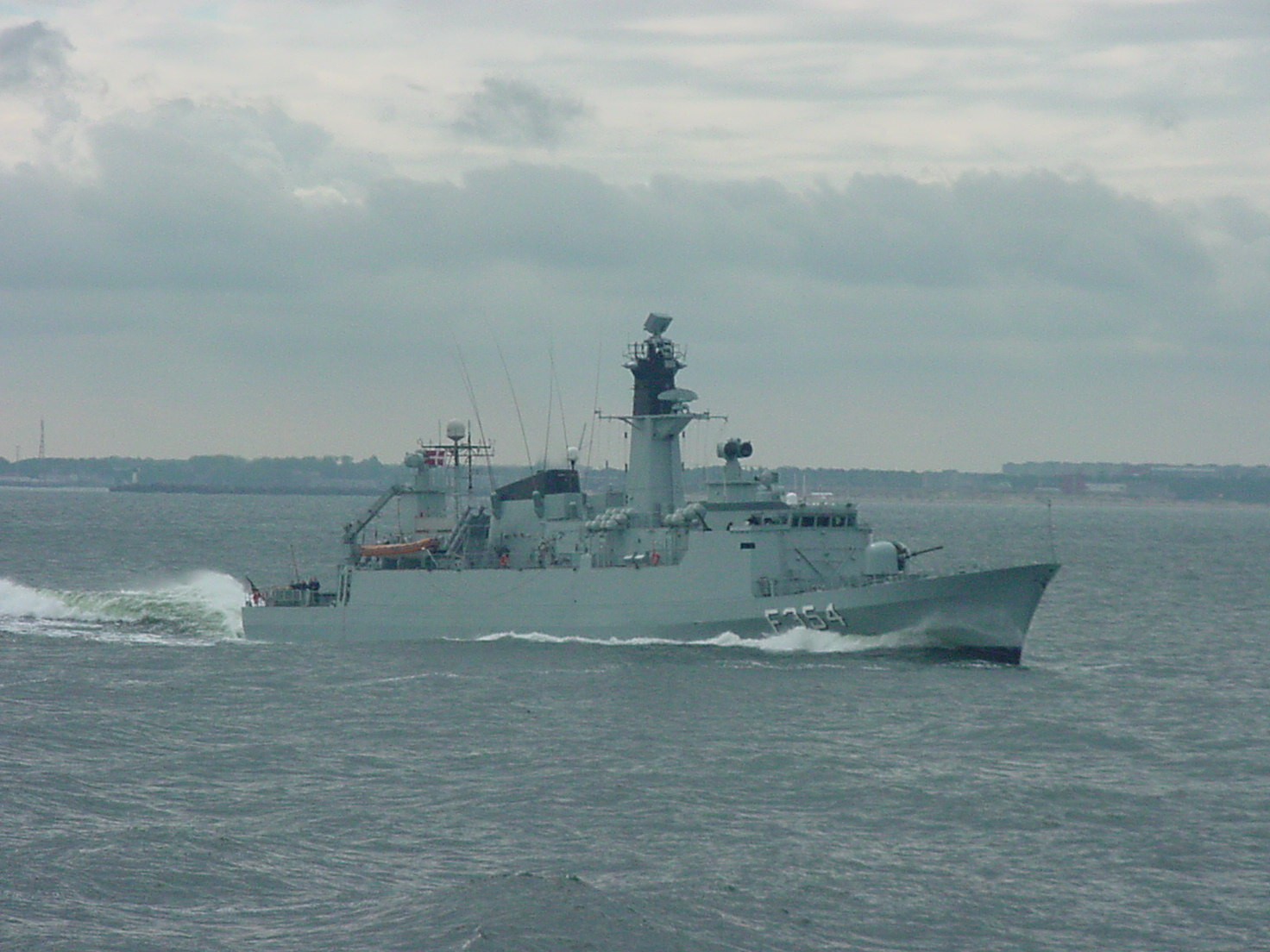
La corvette Niels Juel

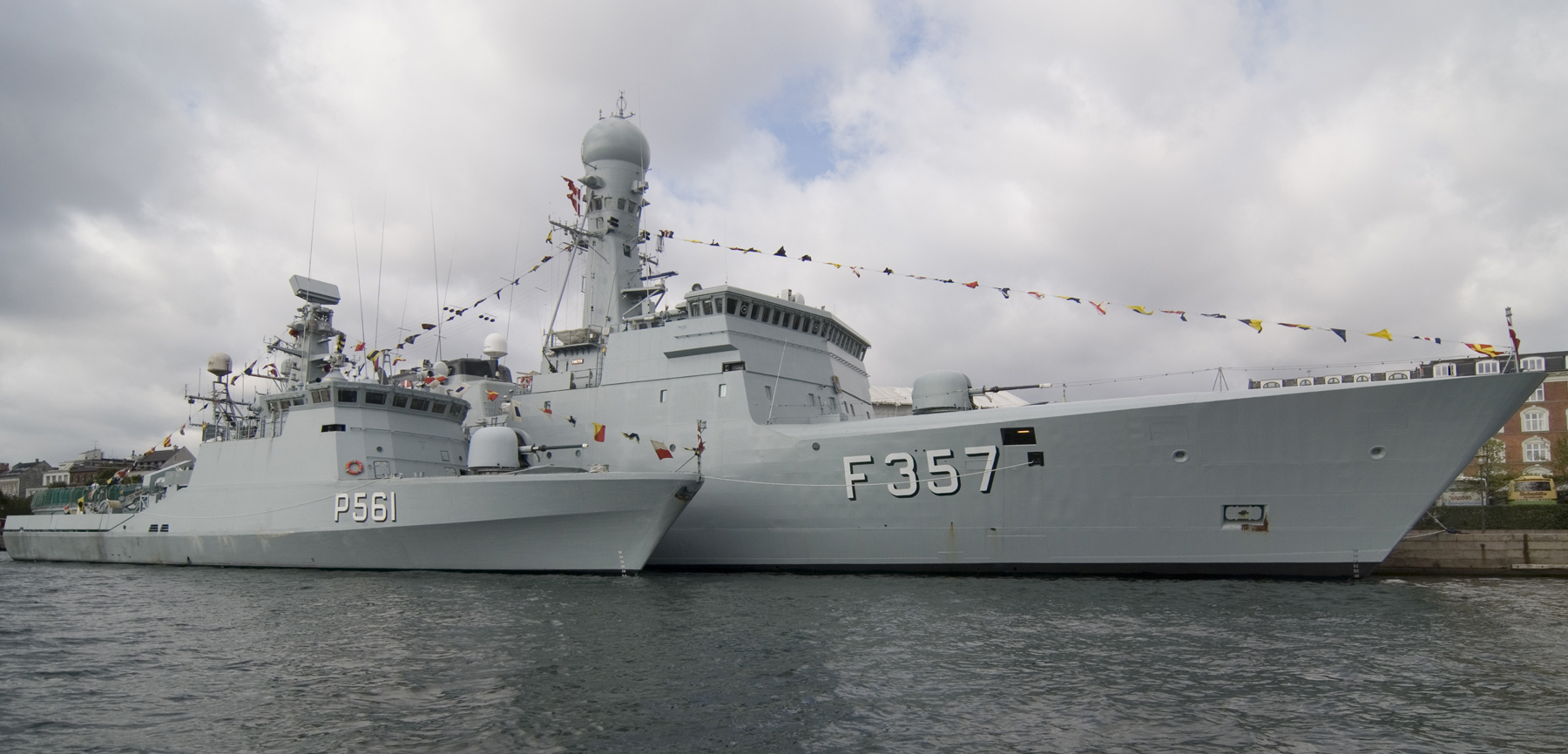
La frégate Thetis et le patrouilleur Skaden

La marine royale danoise dispose depuis 2007 de deux navires mixtes frégate/navire de débarquement de 6 300 tonnes (Absalon et Esbern Snare) capables de déployer chacun 200 hommes et 50 véhicules. En soutien de cette force de débarquement, la marine danoise dispose également de quatre frégates et trois corvettes. De plus, une importante formation de patrouilleurs sont chargés de la surveillance côtière du Danemark. La guerre des mines est assurée par des chasseurs de mine classe Holm. Les navires sont souvent de conception récente, et les renouvellements de navires s'effectuent régulièrement assurant à la marine danoise des équipements modernes mais elle ne dispose plus de sous-marins.

### Aéronefs

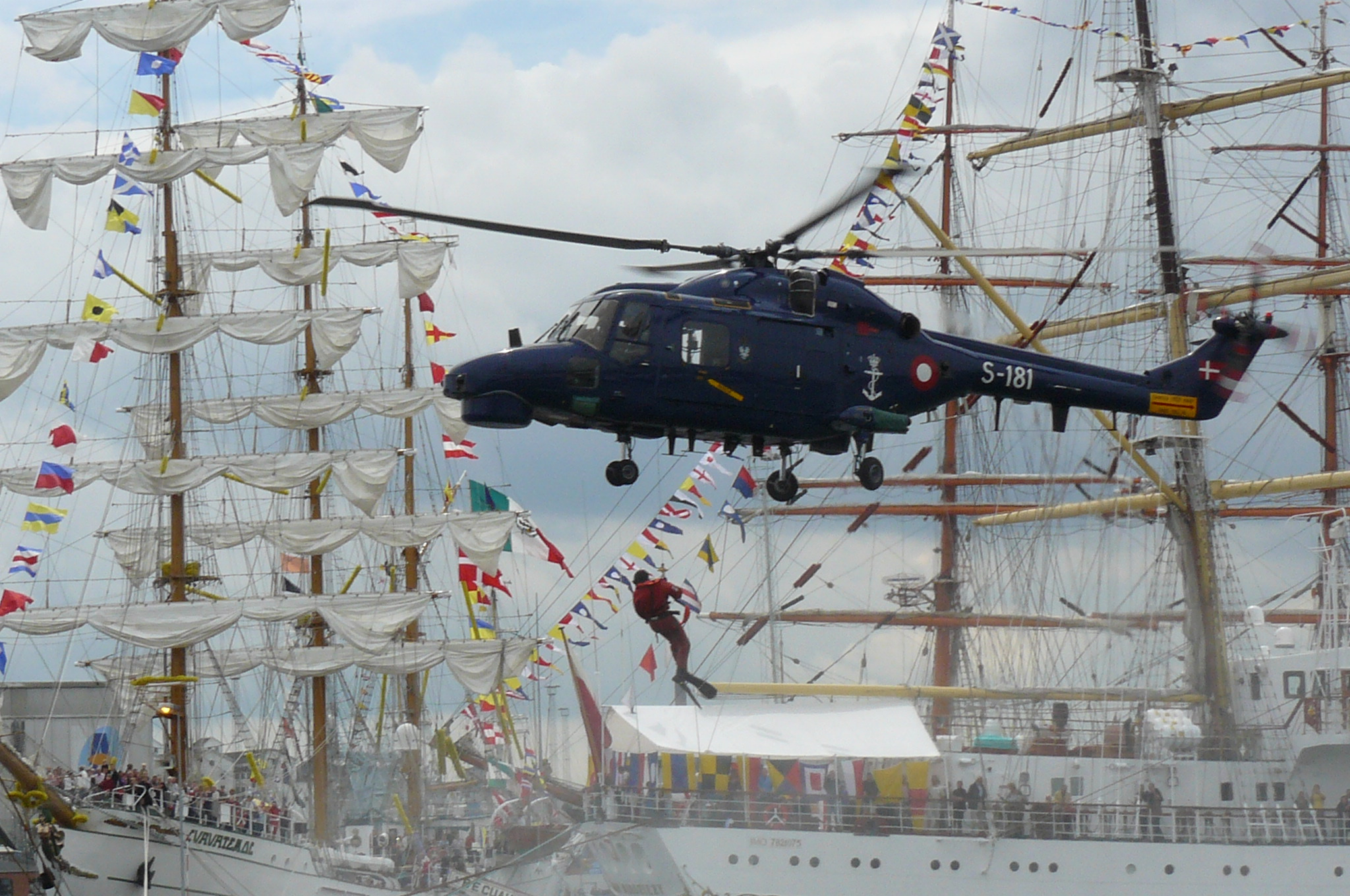
Lynx de la marine danoise

En 2012 la Marine royale danoise dispose d'hélicoptères britanniques Westland Lynx.